# Discusvis
De discusvis (Symphysodon aequifasciatus en S. discus) is een tropische vis die ook als aquariumvis gehouden wordt. Het behoort tot de familie van de cichliden (Cichlidae).

## Kenmerken
Deze sterk afgeplatte siervis heeft een okergroen lichaam met 7 verticale donkere strepen. De buik is rood. De kop en vinnen vertonen blauwe vlekken.

## Verspreiding en leefgebied
Ze komen oorspronkelijk voor in het stroomgebied van de Amazone in Zuid-Amerika (Brazilië, Colombia en Peru).

## Zogen
Discusvissen, zowel mannetje als vrouwtje, produceren op hun huid een slijm dat als voeding dient voor hun jongen, een gedrag dat lijkt op zogen. Het slijm bevat naast voeding ook antilichamen. Net als bij zoogdieren spenen de discusvissen hun jongen: na twee weken zwemmen de ouders constant weg van hun kroost zodat die gestimuleerd wordt om zelf eten te zoeken.